# Drehberg (Thüringer Wald)
Der Drehberg ist ein vollständig bewaldeter Berg etwa 2 km westlich des Großen Inselsbergs im Thüringer Wald. Er liegt im Gebiet des Ortsteils Winterstein der Stadt Waltershausen  im Landkreis Gotha.
Der Drehberg hat eine Höhe von 754,3 m ü. HN. und gehört zur Bergkette im westlichen Teil des Thüringer Waldes. Von der Brotteroder Hütte am Rennsteig verläuft ein Forstweg, der nach etwa 700 m und über die Schierlingshalde (752,3 m ü. HN) zur Drehbergkuppe führt. Sie wird vom Gipfel des östlichen Großen Inselsberges um 160 m überragt.
Der Drehberg gehört zum Quellgebiet der Emse. Die westliche Bergflanke endet im Schnäbigengrund, die östliche Flanke im Fuchshüttengrund. Am Nordhang ragt der spornartige Alte Keller (615,6 m ü. HN) in das Emsetal hinein. An seinen Flanken belegen Hohlwege eine mittelalterliche Altstraße, sie ist noch als Brotteroder Fußweg in Wanderkarten verzeichnet. Der Berg ist bis in die Tallage bewaldet.
Die in der Region als „Röder“ bezeichneten Bergwiesen liegen an günstig zu erreichenden Hangpartien und entstanden bei Kahlschlägen rund um  Holzkohlemeiler. Aus dieser Zeit blieben noch die schmalen Waldlichtungen der Schwarzen Wiese und der Trautmannswiese erhalten.
Der Drehberg wird erst seit dem 20. Jahrhundert von einem ausgedehnten Forststraßennetz erschlossen. Über den Kammweg gelangt man auch zum Pirschhaus, einer vom Wintersteiner Förster Noth 1850 errichteten Jagdhütte.